# رقابت‌های مقدماتی ریاست‌جمهوری حزب جمهوری‌خواه (۲۰۲۰)
رقابت‌های مقدماتی ریاست جمهوری حزب جمهوری‌خواه (۲۰۲۰) (انگلیسی: Republican Party presidential primaries, 2020) بامجموعه‌ای از رقابتهای الکترال حزب جمهوریخواه در ۵۰ ایالت آمریکا، واشینگتن دی. سی و پنج مکان از قلمروهای ایالات متحده آمریکا برگزار خواهد شد. این انتخابات برنامه‌ریزی برای انتخاب ۲۴۷۲هیئت برای این که به کنوانسیون ملی حزب جمهوریخواه اعزام شوند. در آنجا نامزد جمهوریخواه برای احراز پست ریاست جمهوری ایالات متحده انتخاب می‌شود.

## نامزدان اعلام شده
| نام          | تولد                             | تجربه | ایالت    | تاریخ اعلام                                                                                | Ref.  |
| ------------ | -------------------------------- | --- | -------- | ------------------------------------------------------------------------------------------ | ----- |
| دونالد ترامپ | ۱۴ ژوئن ۱۹۴۶ کوئینز، نیویورک     | رئیس‌جمهور آمریکا (۲۰۱۷–۲۰۲۱) | نیویورک  | دونالد ترامپ ۲۰۲۰ کمپین مبارزات انتخاباتی ریاست جمهورکمپین: ۱۷ فوریه ۲۰۱۷ ثبت نام اف ای سی | [ ۲ ] |
| بیل ولد      | ۳۱ ژوئیه ۱۹۴۵ اسمیت‌تاون، نیویورک | فرماندار ماساچوست (۱۹۹۱–۱۹۹۷) حزب آزادی‌خواه برای معاون ریاست جمهوری ایالات متحده آمریکا معاون رئیس‌جمهور درانتخابات ریاست‌جمهوری سنای ایالات متحده آمریکا از ماساچوست در انتخابات ایالتی سنای ماساچوست۱۹۹۶ | ماساچوست | کمپینکمیته تحقیقاتی: ۱۵ فوریه ۲۰۱۹ کمپین: ۱۵ آوریل ۲۰۱۹ ثبت نام اف ای سی                   | [ ۴ ] |

## افرادی که به‌طور عمومی ابراز علاقه کرده‌اند
افرادی که در این بخش طی شش ماه گذشته ابراز علاقه کرده‌اند در حال کمپین رقابت برای رئیس‌جمهور هستند..
- باب کورکر، سناتور ایالات متحده تنسی ۲۰۰۷–۲۰۱۹[۵][۶]
- لری هوگن، فرماندار مریلند از سال ۲۰۱۵، عضو مجلس و کاندید حزب جمهوری‌خواه در انتخابات ریاست جمهوری[۷][۸]
- جان کیسیک، فرماندار اوهایو ۲۰۱۱–۲۰۱۹; نماینده مجلس نمایندگان کنگره آمریکا از حوزه ۱۲ اوهایو ۱۹۸۳–۲۰۰۱; نامزد ریاست جمهوری در سال ۲۰۰۰ و ۲۰۱۶[۹][۱۰][۱۱]

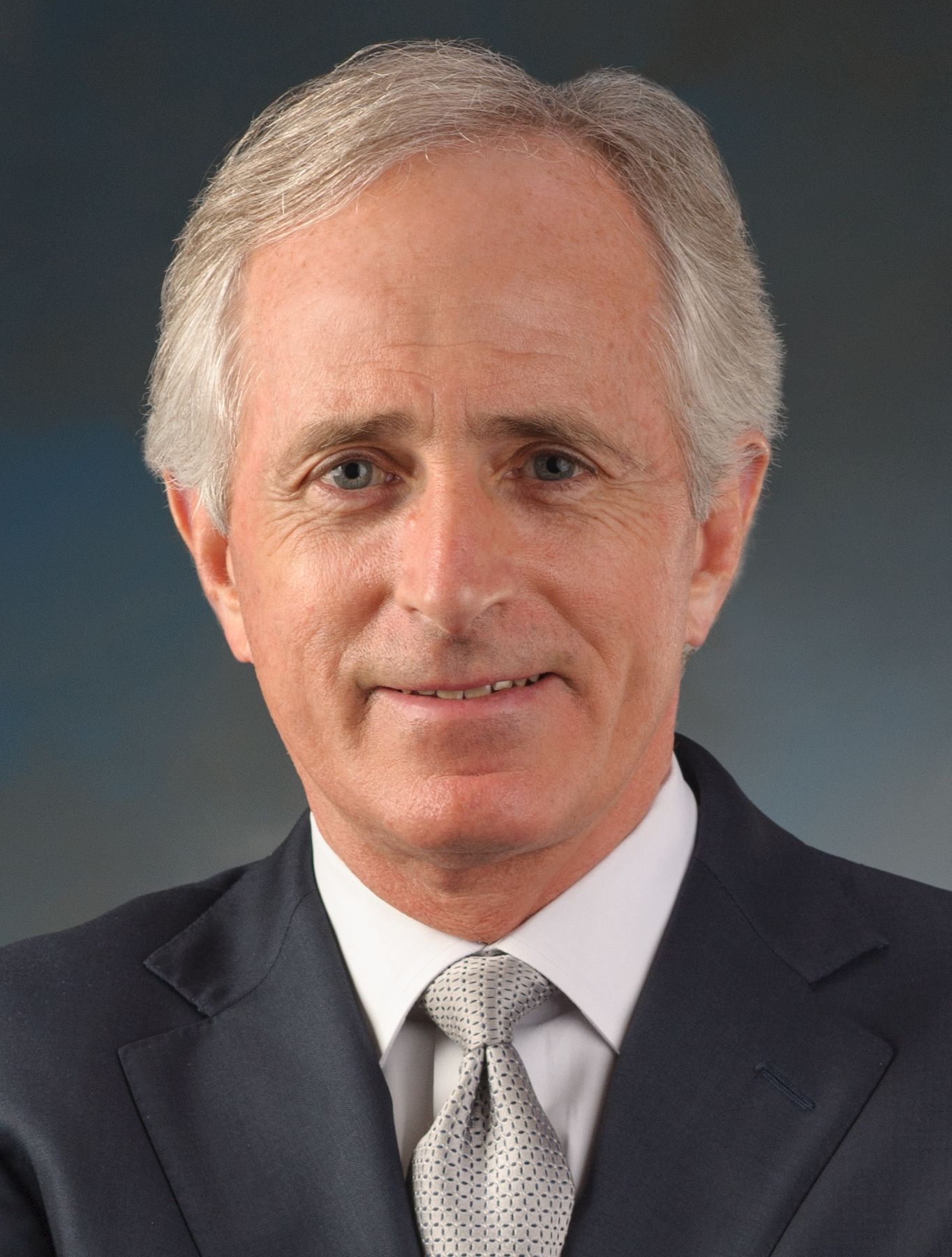
سناتور پیشین مجلس نمایندگان کنگره آمریکا باب کورکر ازتنسی
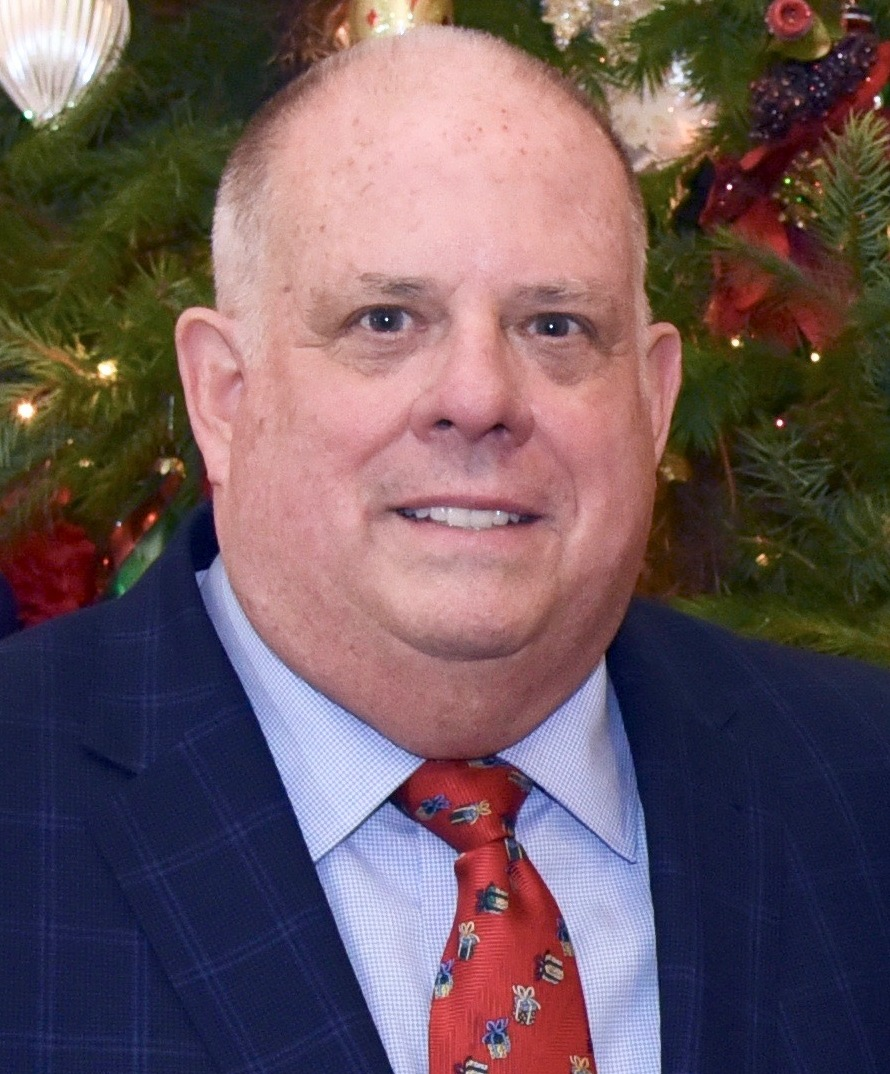
فرماندار مریلند لری هوگن مریلند
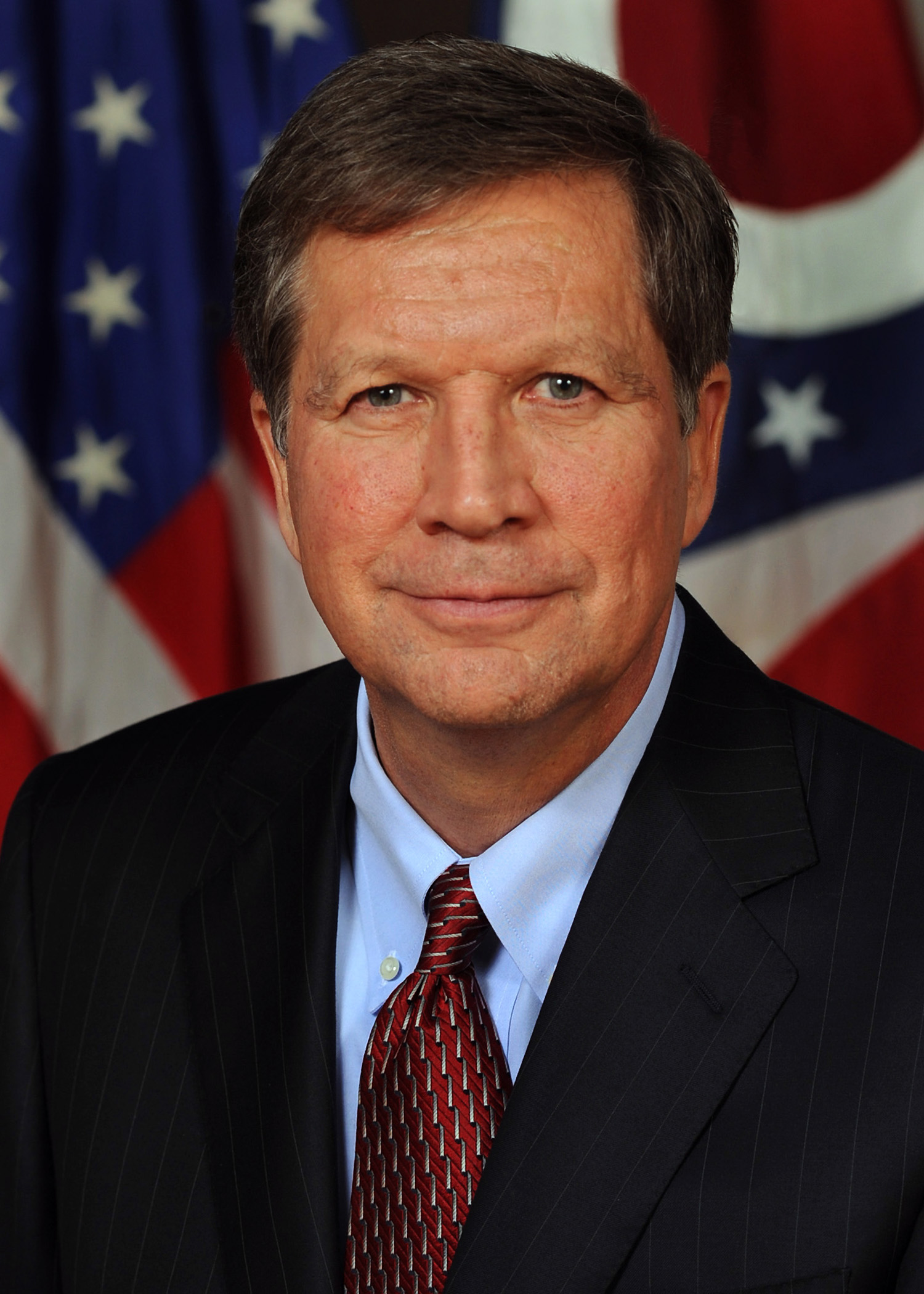
فرماندار پیشین اوهایو
جان کیسیک
اوهایو

## انصراف از کاندیداتوری
افرادی که در این بخش موضوع گمانه‌زنی ریاست جمهوری سال ۲۰۲۰بوده‌اند، اما در عمل از راه‌یابی به کاخ سفید در انتخابات ۲۰۲۰ اعلام انصراف کرده‌اند..
- گرگ ابت، فرماندار تگزاس[۱۲][۱۳]
- چارلی بیکر، فرماندار ماساچوست[۱۴]
- استیو بنن، رئیس کمپین انتخاباتی ترامپ و دفتر ریاست جمهوری در کاخ سفید ۲۰۱۶[۱۵][۱۶] (پشتیبانی از ترامپ)[۱۷]
- جب بوش، فرماندار پیشین فلوریدا و[نامزد حزب جمهوری‌خواه در انتخابات ریاست‌جمهوری ۲۰۱۶[۱۸][۱۹]
- کریس کریستی، فرماندار پیشین نیوجرسی و کاندیدای ریاست‌جمهوری ۲۰۱۶[۲۰][۲۱][۲۲][۲۳][۲۴] (پشتیبانی از ترامپ)
- تام کاتن، سناتور آرکانزاس[۲۵][۲۶][۲۷]
- ان کولتر، ستون‌نویس محافظه کار[۲۸]
- تد کروز، سناتور تگزاس; کاندیدای انتخابات ریاست‌جمهوری ۲۰۱۶[۲۹][۳۰] (پشتیبانی از ترامپ)
- مارک کیوبن، صاحب باشگاه دالاس ماوریکس تگزاس[۳۱][۳۲][۳۳][۳۴] (ممکن است به عنوان مستقل شرکت کند)[۳۵][۳۶]
- کارلی فیورینا، کاندیدای ریاست‌جمهوری از ایالت جورجیا[۳۷][۳۸]
- جف فلیک، سناتور پیشین کنگره آمریکا از آریزونا;[۳۹]
- نیکی هیلی; فرماندار پیشین کارولینای جنوبی و سفیر آمریکا در سازمان ملل[۴۰][۴۱] (پشتیبانی از ترامپ)[۴۲]
- لری هوگن، فرماندار مریلند و کاندیدای ریاست‌جمهوری ۲۰۱۵ از مریلند و عضو مجلس نمایندگان[۴۳][۸][۴۴]
- جان هانتسمن جونیور، فرماندار یوتا و سفیر پیشین ایالات متحده در روسیه[۴۵][۴۶][۴۷]
- جیمز متیس، وزیر دفاع پیشین[۴۸][۴۹]
- رند پال، سناتور ایالت کنتاکی و کاندیدای ریاست جمهوری ۲۰۱۶[۵۰][۵۱][۵۲] (پشتیبانی از ترامپ)
- مایک پنس، فرماندار ایندیانا و معاون ریاست جمهوری آمریکا[۵۳][۵۴][۵۵] (پشتیبانی از ترامپ)
- آستین پیترسون، کاندیدای ریاست جمهوری ۲۰۱۶ از حزب آزادی‌خواه[۵۶]
- میت رامنی; سناتور پیشین از یوتا کاندیدای ریاست جمهوری ۲۰۱۲ و فرماندار ماساچوست[۵۷][۵۸][۵۹]
- مارکو روبیو، سناتور فلوریدا; کاندیدای ریاست جمهوری ۲۰۱۶[۶۰][۶۱][۶۲][۶۳] (پشتیبانی از ترامپ)
- پل رایان، سخنگوی سابق مجلس نمایندگان ایالات متحده و رئیس مجلس و معاون میت رامنی کاندیدای حزب جمهوری‌خواه در انتخابات ریاست جمهوری ۲۰۱۲[۶۴][۶۵] (پشتیبانی از ترامپ)
- مارک سنفورد، فرماندار پیشین کارولینای جنوبی[۶۶][۶۷]
- بن شاپیرو، مفسر سیاسی محافظه کار، بهترین فروشنده، وکیل و نویسنده[۶۸]
- اسکات واکر، فرماندار پیشین ویسکانسین و کاندیدای ریاست‌جمهوری ۲۰۱۶[۶۵][۶۹] (پشتیبانی از ترامپ)
- مگ ویتمن فرماندار کالیفرنیا و کاندیدای انتخابات ریاست جمهوری۲۰۱۰[۷۰][۷۱]

## تاییدیه

### دونالد ترامپ
فهرست حامیان دونالد ترامپ در انتخابات ریاست جمهوری ایالات متحده آمریکا
کمپین ریاست‌جمهوری دونالد ترامپ، ۲۰۲۰